# Zaza Dzjanasjia
Zaza Dzjanasjia (Georgisch: ზაზა ჯანაშია) (Tbilisi, 10 februari 1976) is een voormalig voetballer uit Georgië, die gedurende zijn loopbaan speelde als aanvaller voor onder meer FC Samtredia en Lokomotiv Moskou. Hij beëindigde zijn actieve carrière in 2004 bij het Russische Baltika Kaliningrad.

## Interlandcarrière
Dzjanasjia speelde in de periode 1997–2001 tien officiële interlands (vier doelpunten) voor het Georgisch voetbalelftal. Hij maakte zijn debuut voor de nationale ploeg op 7 juni 1997 in het WK-kwalificatieduel tegen Moldavië, dat met 2-0 werd gewonnen. Hij viel in dat duel na 84 minuten in voor Temoeri Ketsbaia.

### Interlandgoals
| Interlanddoelpunten | Interlanddoelpunten | Interlanddoelpunten | Interlanddoelpunten | Interlanddoelpunten | Interlanddoelpunten | Interlanddoelpunten |
| #                   | Datum               | Locatie             | Tegenstander        | Goal(s)             | Uitslag             | Wedstrijd           |
| ------------------- | ------------------- | ------------------- | ------------------- | ------------------- | ------------------- | ------------------- |
| 1                   | 30/05/1998          | Tbilisi, Georgië    | Rusland             | 17'                 | 1–1                 | Oefeninterland      |
| 2                   | 27/03/1999          | Tbilisi, Georgië    | Slovenië            | 42'                 | 1–1                 | EK-kwalificatie     |
| 3                   | 28/04/1999          | Tbilisi, Georgië    | Noorwegen           | 58'                 | 1–4                 | EK-kwalificatie     |
| 4                   | 06/02/2000          | Limasol, Cyprus     | Armenië             | 7'                  | 2–1                 | Oefeninterland      |

## Erelijst
Lokomotiv Moskou
- Russisch bekerwinnaar

1996, 1997, 2000, 2001
- Georgisch voetballer van het jaar

1999